# Problepsis lucifimbria
Problepsis lucifimbria là một loài bướm đêm trong họ Geometridae.